# Armin Emrich

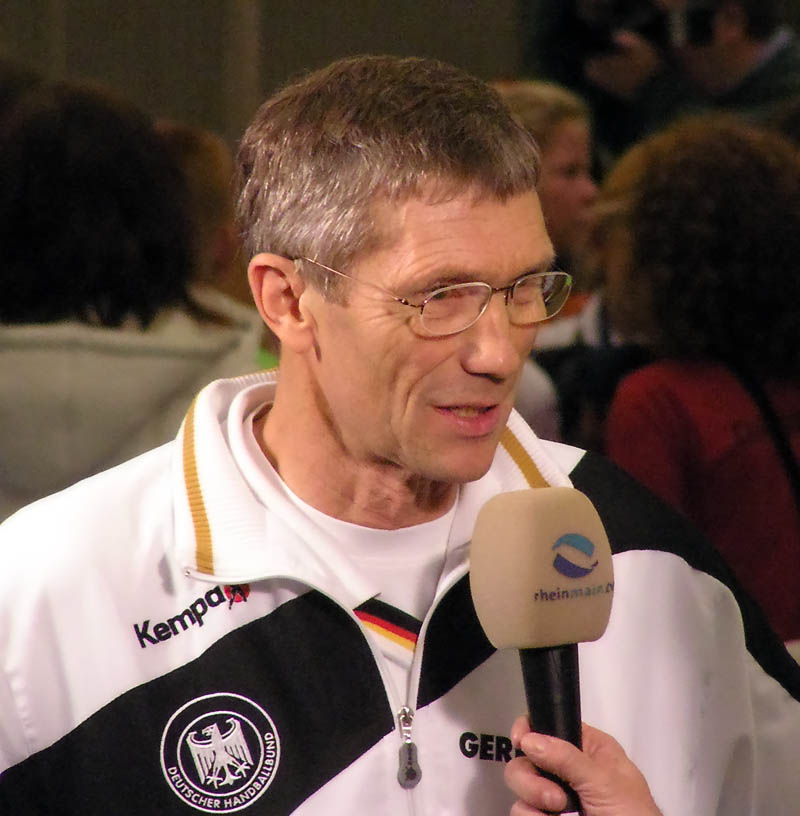
Armin Emrich am 1. Dezember 2006

Armin Emrich (* 16. Juni 1951 in Bad Kreuznach) ist ein deutscher Handballtrainer und ehemaliger Handballspieler. Von 2005 bis Anfang 2009 war er Trainer der deutschen Handballnationalmannschaft der Frauen. Emrich ist verheiratet und hat vier Söhne. Der Fachleiter für Sport beim Oberschulamt Freiburg im Breisgau hat seinen Wohnsitz in Allmannsweier.
Armin Emrich spielte von 1972 bis 1982 in der Bundesliga für die Vereine Frisch Auf Göppingen, TSG Oßweil und TuS Hofweier. Sein Länderspieldebüt hatte Emrich am 28. September 1973 in Dortmund beim Spiel gegen die DDR. Zwischen 1973 und 1976 absolvierte er 27 Länderspiele, in denen er 22 Tore erzielte. 1974 wurde er mit der bundesdeutschen Nationalmannschaft Neunter bei der Weltmeisterschaft in der DDR.
Ab 1982 war Emrich als Handballtrainer tätig. Er trainierte folgende Mannschaften:
- 1982–1991: TuS Schutterwald
- 1988–1992: Junioren-Nationalmannschaft
- 1992–1993: Bundestrainer der deutschen Handballnationalmannschaft der Männer
- 1995–1996: Nationaltrainer der Schweizer Männer-Handballnationalmannschaft
- 1998: SG Wallau/Massenheim
- Februar 2005 – Januar 2009: Trainer der deutschen Nationalmannschaft der Frauen

Im Januar 2009 trat er aus persönlichen Gründen von seinem Traineramt beim Deutschen Handballbund (DHB) zurück.
Zu seinen Erfolgen als Trainer zählen:
- Aufstieg 1986 und 1989 in die 1. Bundesliga mit dem TuS Schutterwald
- 6. Platz bei der WM in Schweden 1993 mit der deutschen Handballnationalmannschaft der Männer
- 4. Platz EM 2006 mit der deutschen Nationalmannschaft der Frauen
- 3. Platz WM 2007 mit der deutschen Nationalmannschaft der Frauen